# 肩パン
肩パン(かたパン)は相手の肩にパンチを繰り出し面白がるという行為。肩パンチの略称。スキンシップ行為や罰ゲームなどの遊びの一種。

## 概要
まず打撃を受ける側は、肩幅より少し大きく足を開き体勢を整え、左右任意の側の腕を相手の側に向け、実際に打撃を受ける腕を決定する。同時に脇や肘を曲げるなど上腕筋を始めとする上腕筋群、上肢帯筋等を誇張させるなどの措置を取り、肩から上腕部、さらに全身へと伝わる衝撃に備える。打撃を与える側は、打撃を受ける側から一歩半程度の距離を取り、指の関節をほぐす・深呼吸を行うなど、打撃を与える準備を行う。このとき、必要以上に相手の筋組織を破壊する可能性を持つ拳の作り方を行うのは、暗黙の禁止事項となっている。同様に、ナックルダスターやそれに順ずるものを装着するなどは論外である。その後、お互いに準備が整った段階で、今から打撃を与える旨をお互いに確認した後、打撃を与える側は渾身の力を込めて相手の差し出した側の上腕部に向かって拳を突き出し打撃を与える。打撃を受けた側は、極力体勢を崩す事なくその場に踏み止まり、全ての衝撃を吸収することで自身の屈強さをアピールする。
これらは日常的なじゃれあい・スキンシップの一つとして、特に中高生の間で行われる場合が多い。ただ、一人に対して過剰に打撃を受ける側を続けさせたり、当人の拒絶を無視して執拗に行為を迫るなど、常軌を逸した行為に至った場合は、スキンシップに留まらない単純な暴力として扱われ、場合によっては暴行罪や傷害罪が適用される場合がある。特に学校教育の現場において生徒同士の行為に対して暴行と馴れ合いに明確な線引きが出来ないため、いじめの一種として行為に至ることがある（下記参照）。

## いじめとの関連
肩パンは、しばしば学校内での暴力事件、いじめ行為として問題視されている。特に対象が「肩」であることから外傷の発見が困難でもあり、また地味でありながらも激しい痛みを伴うもの
でもあること等から、ただのじゃれあいに留まらない「いじめ」としても指摘されている。
また、2007年2月1日、千葉県松戸市の市立中学2年生の男子生徒（14）が市内のマンションから飛降り自殺を行った事件では、背景に特定の生徒の肩を集団で叩く肩パンがあったと毎日新聞社は伝えている。同社の文面によると、この男子生徒はいじめに加わったことに対する自責の念から自殺に至ったとある。彼は部活動の場に於いて、疎外感を伴うひそひそ話や陰口を苦に部活動を辞めており、その数日後の1月31日、かねてよりいじめにあっていた同級生が複数の生徒から肩パンを受けている現場（教室）に遭遇した。彼は自らいじめに加わる傾向のある生徒では無かったものの、「自分も加わらなければ仲間外れにされてしまう」といった自己検閲、防衛機制が働いた為に、自らも肩パンに加わった。その際、同級生は転倒し肩の骨を折る怪我を負い、肩パンに加わった計8名が担任教師等から指導を受け、男子生徒も同級生に謝罪した。その翌日、男子生徒は同級生への謝罪の言葉を記したノートを残して自殺を遂げた。
同年11月、東京都江戸川区において中学生に対し上腕部を殴り怪我を負わせたとして、警視庁は無職の少年2名と都立高校に通う少年、計3名を傷害事件として立件し逮捕している。少年らはいじめ目的であった、と供述しており、肩パンが遊びからいじめへ、そして事件にまで発展する事態となった。

## 註
1. ↑  例として「ジャンケンで負けた者が叩かれる」（野洲高校サッカー部いじめ事件、神奈川県津久井町立中野中学校いじめ自殺事件など）
2. ↑  『いじめ対応ハンドブックI's（アイズ）』2007年10月、埼玉県教育委員会 P.28
3. ↑  いじめ発見のチェックポイントに「見えない部分にあざや傷がないか」がある。
4. ↑  『みんなで国語辞典』2006年、北原保雄監修、「もっと明鏡」委員会編、大修館書店 ISBN 9784469221886
5. ↑  沖縄県医師会会報。学校医、下地氏の発言に拠る。
6. 1 2  毎日jp「新教育の森」